# Міжнародні відносини Південно-Африканської Республіки

## Анголо-південноафриканські відносини
Правлячі партії в обох країнах, Африканський національний конгрес в Південній Африці і МПЛА в Анголі, воювали на одній стороні під час Громадянської війни в Анголі[Ангола] та війні за незалежність Намібії. Вони разом боролися проти бунтівників з УНІТА, що базуються в Анголі, а також проти режиму апартеїду в Південній Африці. В останні роки громадянської війни в Анголі Нельсон Мандела виступав посередником на переговорах між МПЛА і УНІТА. У 2009 році президент ПАР Джейкоб Зума очолив делегацію з 11 міністрів під час державного візиту до Анголи. Це стало першим офіційним візитом Джейкоба Зуми до Анголи і дуже важливим кроком у розвитку двосторонніх відносин.

## Південноафрикансько-ботсванські відносини
У 1910 році між цими державами (які в ті часи називалися Південно-Африканський Союз і Бечуаналенд) був укладений митний союз. У 1986 році Південна Африка почала військову операцію в Ботсвані з метою завдати удару по членам Африканського національного конгресу які осіли в цій країні. Цей напад було засуджено президентом США Рональдом Рейганом. У 1986 році президент Ботсвани Кветта Кетуміле Масіре повідомив, що сусідні країни Південної Африки постраждають найбільше у разі якщо західні країни введуть економічні санкції щодо ПАР. Також він зробив уточнення: «Очевидно, що ми не можемо заборонити Заходу ввести санкції щодо Південної Африки, ми вітаємо будь-яку форму тиску на режим апартеїду». 22 червня 1994 між країнами були встановлені відносини на повному дипломатичному рівні. У 2003 році президент ПАР Табо Мбекі завдав візит президенту Ботсвани Фестусу Могає. Глави двох держав обговорили двосторонні, регіональні та міжнародні питання, а також питання представляють взаємний інтерес, такі як Угода про створення спільної постійної комісії зі співробітництва між Ботсваною і ПАР. Лідери двох країн також заявили про необхідність «надати допомогу народу Зімбабве у вирішенні проблем, що стоять перед їх державою». У листопаді 2008 року президенти двох країн домовилися працювати разом над вирішенням кризової ситуації в Зімбабве.

## Південноафрикансько-намбійські відносини
У ході Першої світової війни, в 1915 році, війська Південно-Африканського Союзу захопили Намібію. У 1920 році ПАС отримав від Ліги Націй мандат на управління Південно-Західної Африкою. Після припинення діяльності Ліги ПАР відмовилася здати мандат і продовжувала контролювати цю територію, встановивши там режим апартеїду. ПАР розглядала Намібію як буфер, що захищає країну від «ворожих» держав Чорної Африки. З 1966 року Народна організація Південно-Західної Африки (СВАПО) розпочала боротьбу за незалежність від ПАР. Бази СВАПО розміщувалися на території Анголи і Замбії, а підтримку їм надавав Радянський Союз: офіційною ідеологією СВАПО був марксизм. Саме тоді вперше стало вживатися назва «Намібія». Міжнародне співтовариство також не визнавало право ПАР на управління цією територією. Проте лише в 1988 році влада ПАР погодилися піти з Намібії. 21 березня 1990 в присутності Генерального секретаря ООН і президента ПАР була проголошена незалежність Намібії.